# Éter (fizika)
Az éter a XIX. században bevezetett hipotetikus közeg, amiben az elektromágneses hullámok terjednek. Ez a feltételezés abból a megfigyelésből adódott, hogy minden hullámnak szüksége van valamilyen közvetítő közegre (ilyen például a hang esetében a levegő). Az akkori fizikusok szorosan az abszolút térhez kapcsolták az étert. Úgy gondolták, hogy az éter az egész teret kitölti, és ahhoz viszonyítható az abszolút sebesség és idő. A speciális relativitáselmélet túlhaladta az éter fogalmát.
A fénysebességből meg lehetett határozni az éter rugalmassági modulusát. Eszerint az éter hihetetlenül kemény közeg, másrészt a bolygók szemmel láthatólag zavartalanul mozognak benne. Az  éter elmélete a nehézségek ellenére is sokáig tartotta magát.
Az éterelmélet végleges bukását végül három kísérlet három különböző módon értelmezendő eredménye okozta:
- a Michelson–Morley-kísérlet szerint a Föld magával ragadja az éter egy részét, vagyis a Földnek az éterhez viszonyított sebessége nulla;
- a csillagok aberrációja szerint a Föld mozog az éterhez képest;
- az Hippolyte Fizeau által a fénysebesség folyó vízben történő meghatározására vonatkozóan végzett kísérletek szerint a mozgó közeg csak részben viszi magával az étert.

Albert Einstein munkája a speciális relativitásról végül teljesen elveti az étert, és vele együtt az abszolút tér fogalmát is.

## Idegen nyelvű irodalom
- Sir Edmund Whittaker: A History of the Theories of Aether and Electricity, Thomas Nelson and Sons Ltd, 1953